# Remo nos Jogos Olímpicos de Verão de 2012 - Skiff simples masculino
As competições de remo nos Jogos Olímpicos de Verão de 2012 na modalidade skiff simples masculino foram disputadas entre os dias 28 de julho e 3 de agosto no Lago Dorney em Londres.

## Medalhistas
| Ouro   | NZL Mahé Drysdale |
| Prata  | CZE Ondřej Synek  |
| Bronze | GBR Alan Campbell |

## Resultados
- Regras de qualificação: 1-3->Q, 5..->R

### Eliminatórias

#### Eliminatória 1
| Pos. | Atleta                    | Tempo   | Notas |
| ---- | ------------------------- | ------- | ----- |
| 1    | BEL Tim Maeyens           | 6:42.52 | Q, OB |
| 2    | CUB Ángel Fournier        | 6:46.35 | Q     |
| 3    | MEX Patrick Loliger Salas | 6:51.78 | Q     |
| 4    | IND Sawarn Singh          | 6:54.04 | R     |
| 5    | CHI Óscar Vásquez         | 7:06.33 | R     |
| 6    | IRI Mohsen Shadi          | 7:27.42 | R     |

#### Eliminatória 2
| Pos. | Atleta                  | Tempo   | Notas |
| ---- | ----------------------- | ------- | ----- |
| 1    | GER Marcel Hacker       | 6:43.80 | Q     |
| 2    | ARG Santiago Fernández  | 6:46.03 | Q     |
| 3    | DEN Henrik Stephansen   | 6:46.32 | Q     |
| 4    | LTU Mindaugas Griskonis | 6:46.56 | R     |
| 5    | PER Víctor Aspillaga    | 7:13.79 | R     |
| 6    | HKG So Sau Wah          | 7:15.91 | R     |

#### Eliminatória 3
| Pos. | Atleta                     | Tempo   | Notas |
| ---- | -------------------------- | ------- | ----- |
| 1    | SWE Lassi Karonen          | 6:45.42 | Q     |
| 2    | AZE Aleksandar Aleksandrov | 6:49.81 | Q     |
| 3    | MON Mathias Raymond        | 6:58.60 | Q     |
| 4    | BRA Anderson Nocetti       | 7:03.78 | R     |
| 5    | ZIM James Fraser Mackenzie | 7:16.83 | R     |
| 6    | CMR Paul Etia Ndoumbe      | 7:29.77 | R     |

#### Eliminatória 4
| Pos. | Atleta                    | Tempo   | Notas |
| ---- | ------------------------- | ------- | ----- |
| 1    | NZL Mahé Drysdale         | 6:49.69 | Q     |
| 2    | NOR Olaf Tufte            | 7:00.90 | Q     |
| 3    | EGY Nour El-Din Hassanein | 7:06.17 | Q     |
| 4    | ESA Roberto López         | 7:23.75 | R     |
| 5    | NIG Hamadou Djibo Issaka  | 8:25.56 | R     |

#### Eliminatória 5
| Pos. | Atleta                 | Tempo   | Notas |
| ---- | ---------------------- | ------- | ----- |
| 1    | GBR Alan Campbell      | 6:47.62 | Q     |
| 2    | CHN Zhang Liang        | 6:50.71 | Q     |
| 3    | POL Michał Słoma       | 6:54.58 | Q     |
| 4    | KOR Kim Dong-Yong      | 7:05.24 | R     |
| 5    | KAZ Vladislav Yakovlev | 7:16.34 | R     |

#### Eliminatória 6
| Pos. | Atleta                | Tempo   | Notas |
| ---- | --------------------- | ------- | ----- |
| 1    | CZE Ondřej Synek      | 6:53.23 | Q     |
| 2    | CRO Mario Vekic       | 7:02.63 | Q     |
| 3    | USA Kenneth Jurkowski | 7:08.49 | Q     |
| 4    | TPE Wang Ming-Hui     | 7:15.77 | R     |
| 5    | TUN Aymen Mejri       | 7:21.64 | R     |

### Repescagem

#### Repescagem 1
| Pos. | Atleta                | Tempo   | Notas |
| ---- | --------------------- | ------- | ----- |
| 1    | IND Sawarn Singh      | 7:00.49 | Q     |
| 2    | KOR Kim Dong-Yong     | 7:03.91 | Q     |
| 3    | PER Víctor Aspillaga  | 7:10.54 |       |
| 4    | TUN Aymen Mejri       | 7:11.94 |       |
| 5    | CMR Paul Etia Ndoumbe | 7:24.15 |       |

#### Repescagem 2
| Pos. | Atleta                     | Tempo   | Notas |
| ---- | -------------------------- | ------- | ----- |
| 1    | LTU Mindaugas Griskonis    | 7:00.19 | Q     |
| 2    | IRI Mohsen Shadi           | 7:11.55 | Q     |
| 3    | TPE Wang Ming-Hui          | 7:16.84 |       |
| 4    | ZIM James Fraser Mackenzie | 7:19.85 |       |
| 5    | NIG Hamadou Djibo Issaka   | 8:39.66 |       |

#### Repescagem 3
| Pos. | Atleta                 | Time    | Notes |
| ---- | ---------------------- | ------- | ----- |
| 1    | BRA Anderson Nocetti   | 7:07.17 | Q     |
| 2    | CHI Óscar Vásquez      | 7:09.12 | Q     |
| 3    | HKG So Sau Wah         | 7:13.75 |       |
| 4    | KAZ Vladislav Yakovlev | 7:22.00 |       |
| 5    | ESA Roberto López      | 7:27.75 |       |

### Quartas de final

#### Quartas de final 1
| Pos. | Atleta                  | Tempo   | Notas |
| ---- | ----------------------- | ------- | ----- |
| 1    | NZL Mahé Drysdale       | 6:54.86 | Q     |
| 2    | BEL Tim Maeyens         | 6:56.65 | Q     |
| 3    | LTU Mindaugas Griskonis | 7:00.80 | Q     |
| 4    | CRO Mario Vekic         | 7:05.78 |       |
| 5    | POL Michał Słoma        | 7:21.55 |       |
| 6    | CHI Óscar Vásquez       | 7:24.07 |       |

#### Quartas de final 2
| Pos. | Atleta                     | Twmpo   | Notas |
| ---- | -------------------------- | ------- | ----- |
| 1    | GBR Alan Campbell          | 6:52.10 | Q     |
| 2    | GER Marcel Hacker          | 6:54.18 | Q     |
| 3    | AZE Aleksandar Aleksandrov | 6:56.36 | Q     |
| 4    | MEX Patrick Loliger Salas  | 7:00.20 |       |
| 5    | KOR Kim Dong-Yong          | 7:16.22 |       |
| 6    | BRA Anderson Nocetti       | 7:17.37 |       |

#### Quartas de final 3
| Pos. | Atleta                    | Tempo   | Notas |
| ---- | ------------------------- | ------- | ----- |
| 1    | SWE Lassi Karonen         | 6:57.06 | Q     |
| 2    | ARG Santiago Fernández    | 7:01.57 | Q     |
| 3    | CHN Zhang Liang           | 7:02.03 | Q     |
| 4    | IND Sawarn Singh          | 7:11.59 |       |
| 5    | USA Kenneth Jurkowski     | 7:18.27 |       |
| 6    | EGY Nour El-Din Hassanein | 7:23.12 |       |

#### Quartas de final 4
| Pos. | Atleta                | Tempo   | Notas |
| ---- | --------------------- | ------- | ----- |
| 1    | CZE Ondřej Synek      | 6:53.32 | Q     |
| 2    | CUB Ángel Fournier    | 6:54.12 | Q     |
| 3    | NOR Olaf Tufte        | 6:55.36 | Q     |
| 4    | DEN Henrik Stephansen | 6:55.95 |       |
| 5    | MON Mathias Raymond   | 7:20.16 |       |
| 6    | IRI Mohsen Shadi      | 7:32.72 |       |

### Semifinais

#### Semifinal E-F
Semifinal 1
| Pos. | Atleta                   | Tempo   | Notas |
| ---- | ------------------------ | ------- | ----- |
| 1    | HKG So Sau Wah           | 7:44.20 | Q     |
| 2    | PER Víctor Aspillaga     | 7:53.76 | Q     |
| 3    | ESA Roberto López        | 7:57.89 | Q     |
| 4    | NIG Hamadou Djibo Issaka | 9:07.99 |       |

Semifinal 2
| Pos. | Atleta                     | Tempo   | Notas |
| ---- | -------------------------- | ------- | ----- |
| 1    | TPE Wang Ming-Hui          | 7:33.18 | Q     |
| 2    | KAZ Vladislav Yakovlev     | 7:33.29 | Q     |
| 3    | ZIM James Fraser Mackenzie | 7:33.81 | Q     |
| 4    | CMR Paul Etia Ndoumbe      | 7:35.48 |       |
| 5    | TUN Aymen Mejri            | 7:58.48 |       |

#### Semifinais C/D
Semifinal 1
| Pos. | Atleta              | Tempo   | Notas |
| ---- | ------------------- | ------- | ----- |
| 1    | CRO Mario Vekic     | 7:33.51 | Q     |
| 2    | IND Sawarn Singh    | 7:36.25 | Q     |
| 3    | MON Mathias Raymond | 7:38.17 | Q     |
| 4    | KOR Kim Dong-Yong   | 7:48.09 |       |
| 5    | CHI Óscar Vásquez   | 7:57.36 |       |
| 6    | IRI Mohsen Shadi    | 8:20.29 |       |

Semifinal 2
| Pos. | Atletas                   | Tempo   | Notas |
| ---- | ------------------------- | ------- | ----- |
| 1    | DEN Henrik Stephansen     | 7:29.76 | Q     |
| 2    | MEX Patrick Loliger Salas | 7:29.82 | Q     |
| 3    | POL Michał Słoma          | 7:39.00 | Q     |
| 4    | EGY Nour El-Din Hassanein | 7:44.53 |       |
| 5    | BRA Anderson Nocetti      | 7:54.18 |       |
| 6    | USA Kenneth Jurkowski     | 7:56.51 |       |

#### Semifinais A/B
Semifinal 1
| Pos. | Atleta                  | Tempo   | Notas |
| ---- | ----------------------- | ------- | ----- |
| 1    | NZL Mahé Drysdale       | 7:18.11 | Q     |
| 2    | SWE Lassi Karonen       | 7:19.77 | Q     |
| 3    | GER Marcel Hacker       | 7:22.07 | Q     |
| 4    | CUB Ángel Fournier      | 7:30.19 |       |
| 5    | LTU Mindaugas Griskonis | 7:31.72 |       |
| 6    | NOR Olaf Tufte          | 7:35.31 |       |

Semifinal 2
| Pos. | Atleta                     | Tempo   | Notas |
| ---- | -------------------------- | ------- | ----- |
| 1    | CZE Ondřej Synek           | 7:16.58 | Q     |
| 2    | GBR Alan Campbell          | 7:18.92 | Q     |
| 3    | AZE Aleksandar Aleksandrov | 7:20.80 | Q     |
| 4    | ARG Santiago Fernández     | 7:29.68 |       |
| 5    | CHN Zhang Liang            | 7:31.52 |       |
| 6    | BEL Tim Maeyens            | 7:39.78 |       |

### Finais

#### Final F
| Pos. | Atleta                   | Tempo   | Notas |
| ---- | ------------------------ | ------- | ----- |
| 1    | TUN Aymen Mejri          | 7:33.62 |       |
| 2    | CMR Paul Etia Ndoumbe    | 7:46.23 |       |
| 3    | NIG Hamadou Djibo Issaka | 8:53.88 |       |

#### Final E
| Pos. | Atleta                     | Tempo   | Notas |
| ---- | -------------------------- | ------- | ----- |
| 1    | HKG So Sau Wah             | 7:29.35 |       |
| 2    | TPE Wang Ming-Hui          | 7:33.28 |       |
| 3    | PER Víctor Aspillaga       | 7:35.88 |       |
| 4    | KAZ Vladislav Yakovlev     | 7:36.14 |       |
| 5    | ESA Roberto López          | 7:41.32 |       |
| 6    | ZIM James Fraser Mackenzie | 7:46.49 |       |

#### Final D
| Pos. | Atleta                    | Tempo   | Notas |
| ---- | ------------------------- | ------- | ----- |
| 1    | BRA Anderson Nocetti      | 7:25.03 |       |
| 2    | EGY Nour El-Din Hassanein | 7:27.19 |       |
| 3    | KOR Kim Dong-Yong         | 7:27.94 |       |
| 4    | IRI Mohsen Shadi          | 7:31.42 |       |
| 5    | CHI Óscar Vásquez         | 7:36.79 |       |
| –    | USA Kenneth Jurkowski     | DNS     |       |

#### Final C
| Pos. | Atleta                    | Tempo   | Notas |
| ---- | ------------------------- | ------- | ----- |
| 1    | DEN Henrik Stephansen     | 7:19.62 |       |
| 2    | MEX Patrick Loliger Salas | 7:20.10 |       |
| 3    | CRO Mario Vekic           | 7:27.60 |       |
| 4    | IND Sawarn Singh          | 7:29.66 |       |
| 5    | POL Michał Słoma          | 7:34.98 |       |
| 6    | MON Mathias Raymond       | 7:36.35 |       |

#### Final B
| Pos. | Atleta                  | Tempo   | Notas |
| ---- | ----------------------- | ------- | ----- |
| 1    | CUB Ángel Fournier      | 7:11.17 |       |
| 2    | LTU Mindaugas Griskonis | 7:15.32 |       |
| 3    | NOR Olaf Tufte          | 7:18.15 |       |
| 4    | ARG Santiago Fernández  | 7:20.40 |       |
| 5    | CHN Zhang Liang         | 7:25.64 |       |
| 6    | BEL Tim Maeyens         | 7:27.51 |       |

#### Final A
| Pos               | Atleta                     | Tempo   | Notas |
| ----------------- | -------------------------- | ------- | ----- |
| Medalha de ouro   | NZL Mahé Drysdale          | 6:57.82 |       |
| Medalha de prata  | CZE Ondřej Synek           | 6:59.37 |       |
| Medalha de bronze | GBR Alan Campbell          | 7:03.28 |       |
| 4                 | SWE Lassi Karonen          | 7:04.04 |       |
| 5                 | AZE Aleksandar Aleksandrov | 7:09.42 |       |
| 6                 | GER Marcel Hacker          | 7:10.21 |       |

Legenda
| Recorde mundial      | Recorde mundial (World record)               |                       | Recorde africano                      | Recorde africano (African) |                                           | Q | Classificado por posição (Qualified) |
| Recorde olímpico     | Recorde olímpico (Olympic record)            | Recorde da América    | Recorde da América (Americas)         | q                          | Classificado por melhor tempo (Qualified) |   |                                      |
| Melhor marca do ano  | Melhor marca do ano (World leading)          | Recorde asiático      | Recorde asiático (Asian)              | DNS                        | Não largou (Did not start)                |   |                                      |
| Recorde nacional     | Recorde nacional (National record)           | Recorde europeu       | Recorde europeu (European)            | DNF                        | Não terminou (Did not finish)             |   |                                      |
| Recorde pessoal      | Recorde pessoal do atleta (Personal best)    | Recorde da Oceania    | Recorde da Oceania (Oceania)          | DSQ / DQ                   | Desclassificado (Disqualified)            |   |                                      |
| Recorde da temporada | Recorde da temporada do atleta (Season best) | Recorde sul-americano | Recorde sul-americano (South America) | NM                         | Sem marca (No mark)                       |   |                                      |

### Remo
| S | Classificado(a) para as semifinais |    |                        | FA | Final A (disputa de medalhas) |  |  | FD | Final D (sem medalhas) |
| Q | Classificado(a) para as quartas    | FB | Final B (sem medalhas) | FE | Final E (sem medalhas)        |  |  |    |                        |
| R | Classificado(a) para a repescagem  | FC | Final C (sem medalhas) | FF | Final F (sem medalhas)        |  |  |    |                        |